# Egerski grad
Grad Eger (madžarsko Egri vár) je grad v mestu Eger na Madžarskem. Zgodovinsko gledano je znan po odvračanju turškega napada leta 1552 med obleganjem Egerja, ki je bilo literarno obdelano v romanu Egerske zvezde Géze Gárdonyija.

## Zgodovina
Prvi grad je bil zgrajen na visokem hribu z imenom Várhegy pri Felsőtárkány blizu Egerja.
Od zgodnjega 11. stoletja je bil današnji grajski grič sedež egerske škofije, ki jo je ustanovil Štefan I., prvi ogrski kralj. Iz tega obdobja so tudi najstarejše arheološke najdbe v današnjem gradu. Prva triladijska stolnica je bila zgrajena konec 11. stoletja. Po mongolski nevihti, med katero je bil oropan in požgan tudi Eger, so pod kraljem Bélo IV. po Madžarskem gradili utrjene gradove. Gradnja utrdb se je začela v Egerju leta 1248. Grad je bil v celoti razširjen v 15. stoletju. Zaradi gotske škofovske palače, zgrajene med letoma 1468 in 1472, je postal reprezentativen škofovski sedež.

### Obleganje 1552
V času Ogrske med prvo avstrijsko-turško vojno je grad Eger pripadal kraljevi Madžarski pod Ferdinandom I. Leta 1549 je István Dobó postal grajski kapitan in pripravil grad z oskrbo in gradnjo dodatnega bastijona za možni napad osmanske vojske. Leta 1552 sta vojski Kara Ahmed paše in Ali paše Hadıma začeli akcijo, v kateri sta zavzeli številne gradove (vključno s Temišvarjem) in se združili v Szolnoku, da bi oblikovali vojsko okoli 70.000 mož. Nato so se premaknili proti Egerju.
Osmanske čete so septembra in oktobra 1552 pet tednov oblegale grad Eger, katerega garnizijo je sestavljalo le okoli 2000 vojakov in civilistov pod poveljstvom Dobója. Čeprav so bili Osmani številčno veliko boljši in so kmalu uničili zunanje obzidje gradu, gradu niso mogli zavzeti. Od 11. do 13. oktobra so izvedli napad, ki so ga odbili s pomočjo »egerskih žensk«, ki so napadalce polile s smolo in vročo vodo. Z bližajočo se zimo so se Osmani umaknili iz Egerja.
Po obleganju pa je bil grad skoraj popolnoma uničen, čemur je poleg obstreljevanja in razstreljevanja s strani Osmanov prispevala tudi eksplozija stolpa zaradi smodnika med boji. »Branilci mesta heroja« so se obrnili na palatina Thomasa Nádasdyja s prošnjo za obnovo gradu. Potem ko se sprva pričakovana podpora ni uresničila, je Dobó odstopil s položaja grajskega stotnika.

### Zaton in obnova
Od okoli leta 1560 so utrdbe postopoma prezidavali, vključno z bastijoni in kazematami, zgrajenimi v italijanskem slogu. Leta 1596 so grad ponovno oblegali Osmani in ga po nekaj dneh zavzeli. Po 91 letih osmanske vladavine nad Egerjem so avstro-ogrske čete leta 1687 ponovno zavzele mesto in grad. Očitno zaradi bojazni, da bi Madžari grad lahko izkoristili za upor proti habsburški monarhiji, so od leta 1702 po cesarskem ukazu razstavili velike dele utrdb - vključno s celotnim zunanjim delom. Pravzaprav je med bojem za svobodo Franca II. Rákóczija leta 1710 grad za kratek čas padel v roke upornikov.
V obdobju, ki je sledilo, so bili kamni z gradu uporabljeni tudi kot gradbeni material za nove baročne stavbe v Egerju. Propadanje gradu se je nadaljevalo vse do 19. stoletja, ko so bila na mestu nekdanje stolnice končno opravljena prva izkopavanja. Večji deli gradu so bili v 19. in 20. stoletju obnovljeni ali prezidani.
Deli vzhodnega bastijona so bili uničeni v letih 1906/07 ob gradnji železniške proge na Putnok, ki od takrat poteka skozi grajski kompleks. Bastijon Dobó je leta 1974 delno propadel, a je bil v 1990-ih obnovljen.

## Muzeji
V gradu je več muzejev:
- István Dobó Vármúzeum - prikazuje zgodovino gradu
- Egri Képtár - slikarska razstava
- Kazamaták - sistem kleti pod gradom
- Panoptikum - Muzej voščenih lutk
- Razstava antičnih vaz

in več občasnih razstav